# Hortus conclusus
Hortus conclusus je latinski izraz, ki dobesedno pomeni 'zaprt vrt'. V bistvu se obe besedi v hortus conclusus jezikovno nanašata na ogrado.
Hortus conclusus je tako emblematičen atribut in naslov Device Marije v srednjeveški in renesančni poeziji  in umetnosti, ki se nenadoma pojavlja v slikah in v iluminiranih rokopisih okoli leta 1330 , kot tudi žanr dejanskega vrta, ki je bil tako simbolično kot praktično vprašanje pomembna tema v zgodovini vrtov / parkov.

## Devica Marija kothortus conclusus
Izraz hortus conclusus izhaja iz Visoke pesmi iz Vulgata Biblije (imenovane tudi Salomonove pesmi) 4:12, v latinščini: "Hortus conclusus soror mea, spona, hortus conclusus, fons signatureus" (Zaklenjen vrt je moja sestra, nevesta, zaklenjen izvir, zapečaten vrelec."). To je omogočilo skupno jezikovno kulturo krščanstva, izraženo v homilijah, ki razkrivajo Visoko pesem kot alegorijo, kjer je bila podoba pesmi kralja Salomona za njegovo nevesto interpretirana kot ljubezen in združitev med Kristusom in Cerkvijo, mistična poroka s Cerkvijo kot nevesta Kristusova.
Verz "Vsa lepa si, moja draga, in madeža ni na tebi" (4.7) iz Pesmi je bil prav tako obravnavan kot biblijska potrditev razvijajoče se in še vedno kontroverzne doktrine [Marijino brezmadežno spočetje |Marijinega brezmadežnega spočetja]] - roditi brez izvirnega greha (macula je latinsko za 'madež').
Krščanska tradicija pravi, da je bil Jezus Kristus čudežno spočet Mariji, brez motenja njene deviškosti s svetim Duhom, tretjo osebo svete Trojice. Kot taka je bila Marija v poznosrednjeveški in renesančni umetnosti, ki ponazarja dolgotrajni nauk o Mariji večne nedolžnosti in Brezmadežnem spočetju, prikazana v obzidanem vrtu ali dvorišču. Ta je predstavljal njeno 'zaprto' maternico, ki naj ostane nedotaknjena in tudi njeno zaščito, kakor zid, pred grehom. V Grimanijevem brevirju drseče oznake označujejo emblemmatične predmete, ki obvladajo Brezmadežno spočetje: zaprt vrt (hortus conclusus), visoko cedro (cedrus exalta), vodnjak žive vode (puteus aquarum viventium), oljčno drevo (oliva speciosa), vodnjak na vrtu (fons hortorum), vrtnica (plantatio rosae). Vsi dejanski srednjeveški horti conclusi si niso prizadevali vključiti vseh teh podrobnosti, zlasti oljka je premalo trdoživa za severnoevropske vrtove.
Zaprti vrt je prepoznaven po Oznanjenju  Fra Angelica (ilustracija, zgoraj levo) iz leta 1430–32.
Dve romarski mesti sta posvečeni Mariji zaprtega vrta v nizozemsko-flamskem kulturnem območju. Eden je kip v puščavniški kapeli v Warfhuizenu: Gospa zaprtega vrta. Drugi, Onze Lieve Vrouw van Tuine (dobesedno 'Gospa z vrta'), je poklon v stolnici v Ypresu.

## Aktualni vrtovi
Vsi vrtovi so po definiciji zaprti ali omejeni prostori, vendar je ograjen prostor lahko nekoliko odprt in je sestavljen iz stebrov, nizkih živih mej ali ograj. Dejansko obzidan vrt, dobesedno obdan z zidom, je podvrsta vrta. Pomen hortus conclusus kaže na bolj zaseben slog vrta.
V zgodovini vrtov / parkov je imel srednjeveški hortus conclusus običajno v središču izvir ali vodna fontana, ki je poleg praktične uporabe nosil tudi svoj običajni simbolični pomen (glej Vodnjak življenja). Konvencija štirih poti, ki so kvadratne ograjene prostore razdelile na kvadrante, je bila tako močna, da je bil vzorec uporabljen tudi tam, kjer poti niso nikamor vodile. Vsi srednjeveški vrtovi so bili zaprti in so varovali zasebno območje pred javnimi vdori, bodisi s strani ljudi, bodisi pred potepuškimi živalmi. Ograda je lahko tako preprosta, kot tkana ograja iz volne ali trdna ali okrasno zidana; ali pa bi jo lahko zapirali z ogrodjem tuneliranih poti na posvetnem vrtu ali z arkadnim križnim hodnikom za komunikacijo ali meditativni hojo.
Kot kaže zgodovina, je izvor križnega hodnika v rimskem kolonadnem peristilu; razrušene in zaraščene rimske vile, ki so bile pogosto obnovljene kot mesto benediktinskih samostanov, so v prvih desetletjih opustitve izgubile zasajene vrtne lastnosti: »vrtnarjenje, več kot arhitektura, več kot slikarstvo, več kot glasba in veliko več kot literatura, je efemerna umetnost; njene mojstrovine izginejo in pustijo malo sledi«. Čeprav »ko je leta 1070 obnovljena opatija Cassino «, je opazila Georgina Masson , »je bil vrt opisan kot raj v rimski modi«, morda je preživel zgolj »avro velike klasične tradicije«. Idealizirani načrt Saint Gall iz 9. stoletja (ilustracija) prikazuje arkadni križni hodnik z osrednjim vodnjakom in križajočimi potmi iz središča vsakega arkadnega razpona, ko pa je za srednjeveškem samostanu zaživel zavestno vzorčen vrt, je vzorčenje prišlo preko normanske Sicilije in njene hibridne kulture, ki je prilagodila številne islamske elemente, v tem primeru zaprte severnoafriške dvorne vrtove in na koncu temelji na tradiciji perzijskega vrta.
Praktični ograjeni vrt je bil določen v traktatu Pietra Crescenzija iz Bologne, Liber ruralium commodorum, delo, ki je bilo pogosto kopirano, kar potrjujejo številni ohranjeni rokopisi njegovega besedila in pogosto natisnjeni v 15. in 16. stoletju. Poznosrednjeveške slike in iluminacije v rokopisih, kot je pesnitev Le Roman de la Rose - kjer je vrt v besedilu večinoma alegoričen - pogosto prikazujejo trato kot sedež hortus conclusus. Šele v 15. stoletju, sprva v Italiji, so nekateri evropski vrtovi / parki začeli gledati navzven.
Sedenje, hoja in igranje glasbe so bile dejavnosti, ki so jih najpogosteje upodabljali na številnih slikah in iluminiranih rokopisih iz 15. stoletja, kjer so bile naporne dejavnosti neprimerne. V Rimu je bil v poznem 15. stoletju zgrajen križni hodnik v San Giovanni dei Genovesi za uporabo genovskim ljudem, Ospitium Genoensium, kot še vedno razkriva plošča, ki je nudil zavetje v kabinah pod njegovimi obokanimi arkadami ter mesto srečanja in zavetišče, ki je ponovno združil tiste iz daljnega domačega mesta.
Nekaj prej je Pietro Barbo, ki je leta 1464 postal papež Pavel II., začel graditi hortus conclusus, Palazzetto del Giardino di San Marco, dodan na rimski sedež beneških kardinalov, Palazzo Venezia.  V času njegovega papeštva je služil kot Pavlov zasebni vrt; napisi poudarjajo njegove posvetne funkcije kot sublimes moenibus hortos ... popolnoma enakovredno, durasque repellere curas, vrt vzvišenih dobrot, umik od skrbi in ga hvalijo v klasifikaciji, kot dom driad, kar kaže na to, da je obstajal osrednji nasad dreves in omemba njegovih snežno belih štukaturnih portikov. Gravura iz 18. stoletja prikazuje osrednje goro, prekrito z drevesi, ki je bila obnovljena v sodobni zasaditvi, s križiščem in gramoznimi potmi.
Farneški vrtovi (Orti Farneseni sul Palatino - ali 'Farneški vrtovi ob Palatinu') je Vignola ustvaril leta 1550 na rimskem severnem Palatinskem griču za kardinala Alessandra Farneseja (1520–89). Postali so prvi zasebni botanični vrtovi v Evropi (prvi botanični vrtovi v Evropi, ki so jih italijanske univerze začele sredi 16. stoletja, le malo prej). Alessandro je klical svoj poletni dom na mestu Horti Farnesiani, verjetno v zvezi s hortus conclusus. Ti vrtovi so bili zasnovani v rimskem peristilu z osrednjim vodnjakom.
Znova je v dobi avtomobilov ograjen vrt, ki v islamski družbi nikoli ni izginil, v zahodnem svetu postal simbol spokojnosti in zasebnosti.

## V umetnosti
Hortus conclusus je bila ena od številnih upodobitev Marije v poznem srednjem veku, ki se je razvila kot neformalna in intimnejša od tradicionalne hieratične Marije na prestolu, sprejete iz bizantinskih ikon ali Marijino kronanje. Zadeva se je začela kot posebna metafora Oznanjenja [16], vendar se je navadno razvila v sproščen sacra conversatione (sveti pogovor), z več figurami poleg sedeče Marije in manj specifičnimi združenji. Nemčija in Nizozemska sta v 15. stoletju doživeli vrhunec te upodobitve Marije, običajno z detetom in zelo pogosto množico angelov, svetnikov in donatorjev, na vrtu - vrt sam, ki bi predstavljal Marijo, veliko redkejši. Stene ali podstavki se pogosto zapirajo ob straneh in od zadaj ali pa se lahko, razen na dvignjenih bregovih, pokažejo kot odprte do pokrajine. Včasih je, tako kot pri Gerarda Davida sliki Marija in otrok s svetniki in donatorjem (spodaj), vrt zelo upodobljen; v drugih obdobjih, kot v gravuri Martina Schongauerja, za prepoznavanje teme služijo le ograja iz protja in nekaj vejic trave. Italijanski slikarji običajno tudi rastline ohranjajo na minimumu in nimajo klopi iz trave. Podvrsta teme je bila nemška Madona vrtnic, včasih poskušana v kiparskih oltarnih nastavkih. Slika je bila na pravoslavnih ikonah redka, vendar je vsaj nekaj ruskih primerov.
Ena vrsta upodobitve, ki običajno ni združljiva s pravilno perspektivo, se osredotoča na prikaz celotne stene in več vrtnih struktur ali značilnosti, ki simbolizirajo skrivnost Kristusovega spočetja, večinoma izhajajo iz Visoke pesmi ali drugih svetopisemskih odlomkov, kot jih razlagajo teološki pisci. Sem lahko spadajo ena ali več stavb, ki so podobne templjem ali cerkvi, Slonokoščeni stolp (SS 7.4), oltar na prostem s cvetočo Aaronovo palico, obdan z golimi palicami drugih plemen, Davidov stolp, obdan s ščiti (SS 7.4), z zaprtimi vrati, Skrinja zaveze, izvir (pogosto pokrit), vodnjak in jutranje sonce zgoraj (SS 6.10). Ta vrsta upodablja po navadi Oznanjenje, čeprav včasih otroka Jezusa drži Marija. Miniatura desno prikazuje razmeroma preprost primer; pod velikim španskim oltarjem je mogoče združiti številne običajne značilnosti (druge brez dvoma vsebujejo številne kapele) s pravilno perspektivo.
Precej redka različica te upodobitve v poznem 15. stoletju je bila združitev Oznanjenja v hortus conclusus z Lovom na samoroga ter Devica in samorog, tako priljubljeno v posvetni umetnosti. Samorog je že deloval kot simbol inkarnacije in ali je ta pomen namenjen v številnih prima facie sekularnih upodobitvah, je lahko težava znanstvene razlage. V prizoriščih ni nejasnosti, ko je nadangel Gabrijel prikazan, da piha v rog, ko psi lovijo samoroga v Devičino naročje in se mali Kristus otrok  spusti na žarke svetlobe Boga Očeta. Tridentinski koncil je končno prepovedal to nekoliko preoblikovano, če očarljivo upodobitev, deloma zaradi realizma, saj nihče zdaj ni verjel, da je samorog prava žival. V 16. stoletju se tema hortus conclusus spremeni v Sacra Conversazione in Marije v pokrajini Giovannija Bellinija, Albrechta Dürerja in Rafaela, kjer je težko reči, ali je aluzija načrtovana.
- Gentile da Fabriano, Madona s sv. Nikolajem iz Mire in sv. Katarino Aleksandrijsko in ustanoviteljico
- Fra Angelico, Marija na prestolu z otrokom in svetniki
- Gerard David, Mistična poroka sv. Katarine
- Slog Dirka Boutsa, Marija v rožnem vrtu
- Italijanska miniatura, c. 1435, Marija v rožnem vrtu
- Zgodnji lesorez, c. 1460, ročno pobarvan
- Stefan Lochner, Marija v rožnem vrtu
- Bartolomé Bermejo, Virgen de Montserrat, oltarni nastavek, 1485
- Köln, ca. 1520, Devica Marija z otrokom in svetniki
- Juan de Juanes, po letu 1530
- Lesorez datiran 1418, verjetno 1450-ih

## Sodobni kulturni posnetki
Koncept za paviljon galerije Serpentine 2011 je bil hortus conclusus, kontemplativna soba, vrt znotraj vrta. Oblikoval ga je švicarski arhitekt Peter Zumthor in z vrtom, ki ga je ustvaril Piet Oudolf, je bil paviljon prostor, odmaknjen od sveta hrupa in prometa ter vonjev Londona - notranji prostor, v katerem je treba sedeti, hoditi, opazovati rože.